# Фигероа, Жасмин
Жасмин Ланаран Фигероа-Дунгка (род. 20 марта 1985 года в Тондо, Манила, Филиппины) — спортсменка из Филиппин. Она соревновалась в стрельбе из лука и является бывшей студенткой университета Макати.
Фигероа начала заниматься стрельбой из лука в 1995 году и начала представлять Филиппины на международных турнирах в мае 2003 года. Фигероа была единственной спортсменкой, которая боролась за Филиппины на летних Олимпийских играх 2004 года по стрельбе из лука. Ее тренировал Генри Маналанг. Она заняла 56-е место в индивидуальном зачете среди женщин с 72-стрелочным результатом в 600 очков. В первом раунде она столкнулась с Натальей Валеевой из Италии, которая заняла 9-е место. Фигероа обеспечила себе узкую победу 132—130 над Валеевой в матче из 18 стрелок, чтобы перейти к 32-му раунду. В этом раунде она встретилась с Альмуденой Галлардо из Испании, и проиграла 152—150 в положении 18 стрел. Фигероа финишировала 27-й в женской индивидуальной стрельбе из лука. 
Фигероа была удостоена награды Международного олимпийского комитета за честную игру.
Фигероа ушла из активной конкуренции после Игр в Юго-Восточной Азии в 2005 году. 
Фигероа начала работать в Государственном сельскохозяйственном университете Пампанги в 2006 году в качестве помощника тренера по стрельбе из лука. Она начала работать со своим олимпийским тренером Генри Маналанга. Фигероа была назначена главным тренером в 2007 году после того, как Маналанг ушел. Фигероа покинула Пампангский государственный аграрный университет в 2015 году. С начала 2016 года до начала 2017 года она работала тренером в Kodanda Archery Range (филиал Mall of Asia). Сейчас она работает частным тренером. 
Она вышла замуж за Джеральда Дунгки 31 августа 2010 года. У них 4 детей, 3 мальчика и 1 девочка. 